# Estación de Boom
La estación de Boom es una estación de tren belga situada en Boom, en la provincia de Amberes, región Flamenca.
Pertenece a la línea  de S-Trein Antwerpen.

## Situación ferroviaria
La estación se encuentra en la línea línea 52 (Amberes-Dendermonde).

## Intermodalidad
| Boom Station |                    |
| Autobuses de Amberes |                    |
| --- | ------------------ |
| \| Línea \| Recorrido \| \| ----- \| ------------------ \| \| 132 \| Lier ↔ Boom \| \| 182 \| Groenplaats ↔ Boom \| \| 257 \| Dendermonde ↔ Boom \| \| 295 \| Antwerpen ↔ Boom \| \| 298 \| Berchem ↔ Boom \| |                    |
| Línea | Recorrido          |
| 132 | Lier ↔ Boom        |
| 182 | Groenplaats ↔ Boom |
| 257 | Dendermonde ↔ Boom |
| 295 | Antwerpen ↔ Boom   |
| 298 | Berchem ↔ Boom     |